# Betio

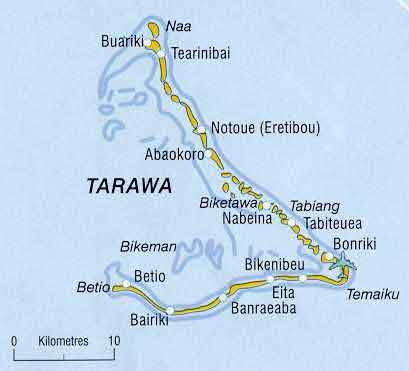
Mapa atolu Tarawa

Betio – największe miasto i wysepka w Kiribati, na atolu Tarawa, w archipelagu Wysp Gilberta, na Ocenie Spokojnym; 12 509 mieszkańców (2005). Znajduje się tu główny port morski atolu.